# 旋转体

将一个曲线旋转

在数学和工程学中，旋转体（英語：Solid of revolution）是指平面曲线以同一平面内的一条直线作为旋转轴进行旋转所形成的立体几何图形。
根据古尔丁定理，如果曲线和旋转轴不相交，那么旋转体的体积，等于原曲线所围成平面图形的面积乘以该平面图形的几何中心经过的距离。
在中学数学中的圆柱、圆锥、球等图形是较简单的旋转体。

## 计算体积
计算旋转体的体积有两种积分的方法，分别是圆盘法和圆柱壳法。

### 圆盘法

圆盘法图示

圆盘法是通过将图形按垂直于旋转轴的平面切成无数个圆盘，然后沿着旋转轴进行积分。
曲线{\displaystyle f(x)}, {\displaystyle g(x)}, {\displaystyle x=a}, {\displaystyle x=b} 所围成图形绕 {\displaystyle x} 轴旋转所得体积由下式给出：
{\displaystyle V=\pi \int _{a}^{b}\vert f^{2}(x)-g^{2}(x)\vert \,dx}
如果{\displaystyle g(x)=0}（即所围成的图形以 {\displaystyle x} 轴为边），这个式子就变成：
{\displaystyle V=\pi \int _{a}^{b}f^{2}(x)\,dx}

### 圆柱壳法

圆柱壳法图示

圆柱壳法是将图形切割成无数个环形，然后沿半径进行积分。
曲线{\displaystyle f(x)}, {\displaystyle g(x)}, {\displaystyle x=a}, {\displaystyle x=b} 所围成图形绕 {\displaystyle y} 轴旋转所得体积由下式给出：
{\displaystyle V=2\pi \int _{a}^{b}x\vert f(x)-g(x)\vert \,dx}
如果{\displaystyle g(x)=0}（即所围成的图形以 {\displaystyle x} 轴为边），这个式子就变成：
{\displaystyle V=2\pi \int _{a}^{b}x\vert f(x)\vert \,dx}